# Newhall House (Milwaukee)

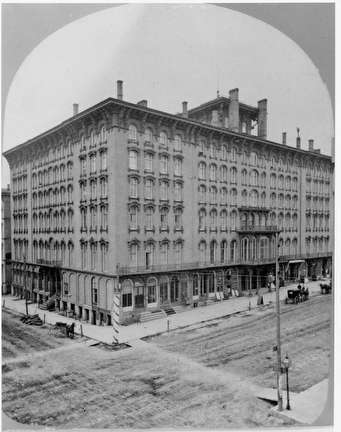
Newhall House

Das Newhall House in Milwaukee war eines der größten Hotels in den Vereinigten Staaten und das erste luxuriöse Hotel der Stadt. Es wurde durch eine Brandkatastrophe im Jahr 1883 bekannt.

## Das Bauwerk
Das Newhall House wurde um 1857 von Daniel Newhall und einigen anderen Unternehmern errichtet und am 26. August 1857 eröffnet. Es stand an der Ecke Michigan Street/Main Street (damals Broadway), hatte sechs Stockwerke und etwa 300 Zimmer. Das Hotel galt zum Zeitpunkt seiner Eröffnung als das beste Haus im Westen. Die Gesamtkosten inklusive der Möbel für die Errichtung dieses Etablissements beliefen sich auf 275 000 Dollar. Ursprünglich wurde das Newhall House von einer hölzernen Kuppelkonstruktion bekrönt, die aber wieder abgerissen wurde, um die Brandgefahr zu reduzieren, nachdem sich in Chicago ein verheerender Brand ereignet hatte. Dennoch entkam das Haus schon im Jahr 1863 nur knapp einer Brandkatastrophe. Neun Hotelzimmer wurden damals durch ein Feuer verwüstet. 1865 ging das Hotel in den Besitz von Daniel Wells jun., S. S. Sherman und C. D. Nash über. Es wurde 1866 erweitert, indem man den oberen Teil eines benachbarten Gebäudes an der Ecke East Water und Michigan Street übernahm und durch eine hölzerne Brücke auf der Höhe des dritten Stocks mit dem ursprünglichen Hotel verband. Auch die drei obersten Stockwerke wurden mit diesem Gebäude verbunden, um für den Fall eines Brandes weitere Fluchtwege zu schaffen. Nachdem es zwischenzeitlich von der Schließung bedroht gewesen war, wurde das Hotel schließlich von S. N. Small gekauft, der dafür hohe Kredite aufnehmen musste. Er übernahm sich damit, und 1873 wurde die Newhall House Stock Company gegründet, deren Vorsitzender C. D. Nash wurde. 1874 wurden weitere Feuerschutzmaßnahmen ergriffen; im selben Jahr wurde auch der Aufzug eingebaut. Am 9. Januar 1880 gerieten durch Funkenflug in einem hölzernen Ventilationsschacht mehrere Räume des Hotels in Brand. Sie wurden nicht wieder als Hotelzimmer eingerichtet, sondern zu einer Art Veranda umgestaltet.
In den wenigen Jahren, in denen das Hotel in Betrieb war, versuchten hier mindestens neun verschiedene Manager ihr Glück. John F. Antisdel, der letzte von ihnen, leitete das Haus seit 1874. Auch er hatte mit schweren Verlusten zu kämpfen.

## Der Brand

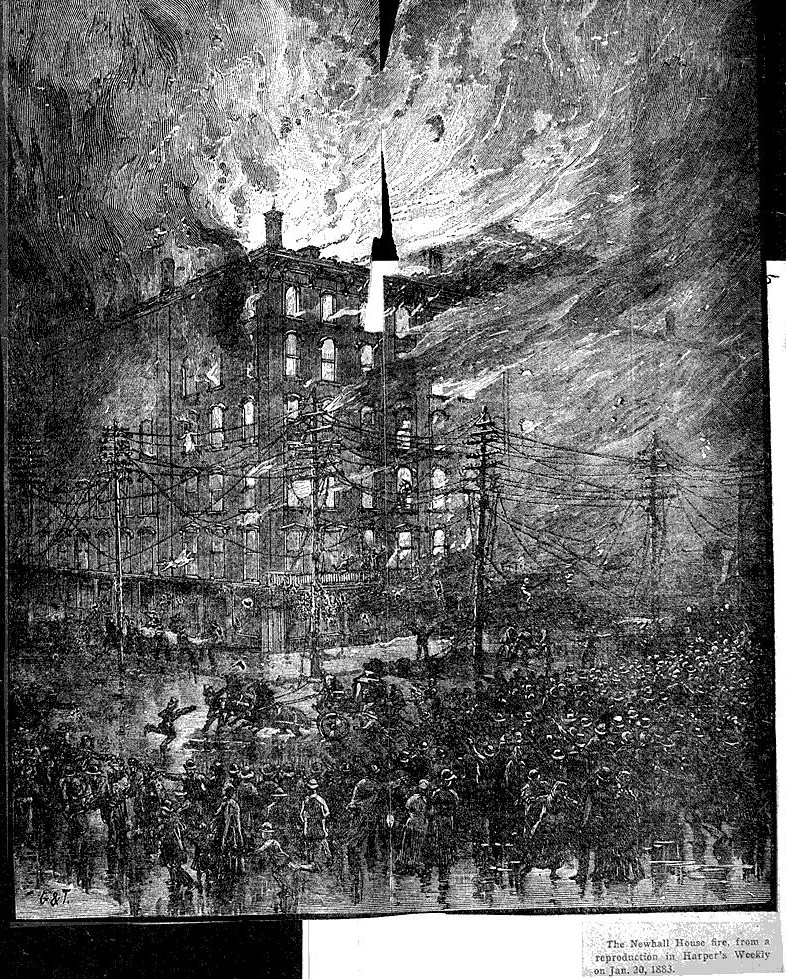
Der Brand des Newhall House

Am 10. Januar 1883 brach gegen vier Uhr morgens ein Brand im Aufzug oder in unmittelbarer Nähe des Aufzugsschachtes des sechsstöckigen Hotels aus. Der erste Alarm erfolgte um 4.05 Uhr. Zu diesem Zeitpunkt war ein großer Teil der Feuerwehrkräfte Milwaukees mit dem Löschen zweier kleinerer Brände in anderen Teilen der Stadt beschäftigt. Um 4.12 Uhr waren alle Einsatzkräfte auf dem Weg zu dem brennenden Hotel. Dort hatte sich inzwischen dichter Rauch entwickelt und unter den Gästen und Bediensteten des Hotels war Panik ausgebrochen. Nur wenigen gelang es, den Haupteingang an der Michigan Street zu erreichen oder über die Feuertreppen zu entkommen. Die Flammen breiteten sich vom dritten Stock aus immer weiter aus. Sie hatten die gesamte südöstliche Ecke des Gebäudes erfasst, bevor überhaupt mit den Löscharbeiten begonnen werden konnte. Innerhalb kurzer Zeit fanden sich mehrere tausend Schaulustige ein, die jedoch nicht bereit waren, bei der Rettung der Eingeschlossenen Hand anzulegen: Ein Sprungtuch, das von 30 Personen hätte gehandhabt werden müssen, wurde von einigen Rettungskräften ausgebreitet, um die Menschen aufzufangen, die sich vor dem Feuer auf die Fenstersimse der oberen Stockwerke gerettet hatten. Doch die Personen, die sich in dieses Sprungtuch fallen ließen oder ohnmächtig hineinstürzten, konnten von den wenigen Männern nicht aufgefangen werden und prallten trotz des Sprungtuchs auf dem Straßenpflaster auf. Auf diese Weise kamen etwa Allen W. Johnson und seine Frau zu Tode: Das Sprungtuch wurde den Helfern durch den Aufprall einfach aus den Händen gerissen. Weitere verzweifelte Gäste, die aus den Fenstern sprangen, starben auf der Michigan Street. Auch die Drähte der Telegraphenleitung, die sich an der Süd- und der Ostfront des Gebäudes befanden, brachten keine Rettung. Von den 60 Kellnerinnen, die im sechsten Stock untergebracht waren, überlebten nur wenige: Die Feuerwehrleute Edward Ryemer und Herman Strauss nutzten vom Dach eines benachbarten Bankgebäudes eine Leiter als Notbrücke und konnten so mehrere Personen aus der Unterkunft für das Personal retten. Weitere Menschen konnten durch zwei Brüder namens Clayton und professionelle Rettungskräfte aus den Flammen geholt werden. Gegen fünf Uhr brach ein Teil des Gebäudes zusammen und die Flammen schossen etwa 50 Fuß hoch. Dass auf den Nachbargebäuden eine dicke Schneedecke lag, verhinderte weitere Brände durch den Funkenflug. Um 5.30 Uhr stürzte die Fassade zum Broadway ein und begrub unter anderem den Helfer Ben Van Haag unter sich.
Feuerwehrchef Lippert hatte Verstärkung aus Chicago, Racine und der örtlichen Kaserne angefordert. Später allerdings wurden diese Helfer zurückbeordert, nachdem deutlich wurde, dass das Feuer sich nicht auf Nachbargebäude ausgebreitet hatte und unter Kontrolle war. Im Nachhinein stellte sich heraus, dass es genügend Rettungswege gegeben hätte, die aber im dichten Rauch in dem Gebäude offenbar nicht zu finden gewesen waren.

## Brandstiftung?

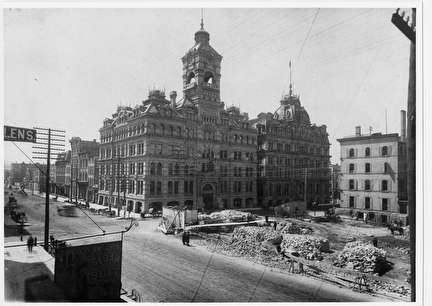
Die Ruine des Newhall House

Am 16. Januar 1883 wurde George Scheller, ein ehemaliger Angestellter des Hauses, dem die Newhall Bar gehörte, festgenommen. Er war beschuldigt worden, gegen drei Uhr morgens am 10. Januar den Brand im Hotel gelegt zu haben. Scheller wurde nachgesagt, schon zwei Jahre zuvor sein eigenes Haus in North Point in Brand gesteckt zu haben. Dieses Gerücht konnte widerlegt werden, doch stellte sich außerdem heraus, dass er am Tag vor dem Hotelbrand Getränke im Wert von 700 Dollar aus der Bar in sein Privatquartier transportiert hatte und dass dieser Besitz deutlich überversichert gewesen war. Am 17. April 1883 wurde er aber vom Gericht von jeder Schuld an dem Brand freigesprochen.

## Opfer
Über 70, nach manchen Quellen über 100 Menschen starben bei dem Hotelbrand. Viele Opfer des Brandes konnten nicht mehr identifiziert werden.
Zu den Toten gehörte die Frau von John Gilbert von der Minnie Palmer Company. Sie hatte ihn erst am Tag vor dem Brand geheiratet. John Gilbert selbst wurde schwer verletzt.
Ferner starb Professor Benjamin Mason in den Flammen. Er hatte englische Sprache und Literatur an der Universität von Milwaukee gelehrt und als persönlicher Bekannter des Hotelmanagers, Mr. Antisdel, ein Zimmer in unmittelbarer Nähe zu dessen Räumlichkeiten bewohnt. Dennoch konnte er offenbar nicht gerettet werden.
Namentlich bekannt sind auch die Opfer Captain James P. Vose, der ein vierjähriges Kind hinterließ, und der Richter George Reed. Nach Reed wurde der Ort Reedsville (Wisconsin) benannt.
Auf dem Forest Home Cemetery in Milwaukee befindet sich ein Gedenkstein für die Toten. Dort sind auch 40 nicht identifizierte Opfer des Brandes bestattet. Der Gedenkstein wurde von Henry Ogden Avery gestaltet.

## Überlebende
102 Personen überlebten den Brand. Darunter waren etwa der Schauspieler und Entertainer Charles Stratton und seine Frau Lavinia Warren.

## Sonstiges
Über den Brand des Hotels wurde später eine Ballade verfasst, die sehr populär wurde. Im Milwaukee Public Museum werden einige aus der Ruine geborgene Gegenstände aufbewahrt. An gleicher Stelle wurde später das Hotel Hilton Garden Inn errichtet.